# Block Rockin' Beats
Block Rockin' Beats is een nummer van The Chemical Brothers, uitgebracht op 10 maart 1997 door het platenlabel Virgin. Het nummer behaalde de 1e positie in de UK Singles Chart.